# Xylopia longicuspis
Xylopia longicuspis är en kirimojaväxtart som beskrevs av Robert Elias Fries. Xylopia longicuspis ingår i släktet Xylopia och familjen kirimojaväxter. Inga underarter finns listade i Catalogue of Life.